# Pseudophilotes anteschiffermulleri
Pseudophilotes anteschiffermulleri är en fjärilsart som beskrevs av Ruggero Verity 1936. Pseudophilotes anteschiffermulleri ingår i släktet Pseudophilotes och familjen juvelvingar. Inga underarter finns listade.